# Лер, Август фон
Август Риттер фон Лер (нем. August Ritter von Loehr, 5 мая 1847, Венеция — 21 ноября 1917, Грац) — австрийский инженер-путеец, минералог и нумизмат. Отец Августа-Октава фон Лера, австрийского правоведа и нумизмата.

## Биография
Окончил Высшую техническую школу в Вене, с 1869 года работал на Северной железной дороге.
Был председателем Клуба австрийских железнодорожных служащих, издавал с 1883 года в Вене газету «Австрийский железнодорожник». Основал Австрийское общество поощрения мелкой пластики и медальерного искусства, а также был одним из основателей Австрийского минералогического общества.
Владел обширной коллекцией медалей и денежных знаков, выпущенных железными дорогами или предназначенных для них. Впоследствии его коллекция попала в Австрийский железнодорожный музей.
Был заядлым любителем фотографии, состоял в венском «Camera-Club», участвовал в издании газеты «Wiener Photographischen Blättern».

## Избранная библиография
- Geldzeichen, Jetons, Gedächtnismünzen und Medaillen von und für Eisenbahnen. — Wien, 1896;
- Wiener Medailleure. — Wien, 1899, nebst Nachtrag von 1902;
- Mineralogisches Taschenbuch, Wien 1911.